# Тамулис, Альфонсас Повило
Альфонсас Повило Тамулис — советский хозяйственный и государственный деятель, Герой Социалистического Труда.

## Биография
Родился в 1931 году в селе Медгинуосе. Член КПСС с 1967 года.
В 1949—1991 — колхозник, агроном, бригадир, заместитель бригадира полеводческой бригады колхоза «Кепаляй» Ионишкского района Литовской ССР.
Указом Президиума Верховного Совета СССР от 12 декабря 1973 года присвоено звание Героя Социалистического Труда с вручением ордена Ленина и золотой медали «Серп и Молот».
Делегат XXV съезда КПСС.
Жил в Литве.

## Награды и звания
- Герой Социалистического Труда (12.12.1973)
- Орден Ленина (12.12.1973)
- Орден Трудового Красного Знамени (08.04.1971)